# Gräddticka
Gräddticka (Perenniporia subacida) är en svampart som först beskrevs av Peck, och fick sitt nu gällande namn av Donk 1967. Gräddticka ingår i släktet Perenniporia och familjen Polyporaceae.  Arten är reproducerande i Sverige. Inga underarter finns listade i Catalogue of Life.